# Mahsa
Mahsa (persisch مهسا; auf Altpersisch mah (𐎶𐏃) = „Mond“, und -sa =  „darstellend“) ist ein weiblicher Vorname persischen Ursprungs und bedeutet „wie der Mond“ oder „die Mondähnliche“. Im iranischen Kulturraum gilt der Mond als Sinnbild der weiblichen Schönheit und erscheint in der persischen Poesie immer wieder als Metapher für das Gesicht der Geliebten.

## Namensträgerinnen
- Mahsa Amini (1999–2022), iranisches Opfer von Polizeigewalt
- Mahsa Ghorbani (* 1989), iranische Fußballschiedsrichterin
- Mahsa Javar (* 1994), iranische Ruderin